# Pidonia
Pidonia — род жуков из подсемейства усачики семейства жуков-усачей.

## Описание
Третий сегмент усиков равен длине первого и второго сегмента вместе взятых. Задние углы висков торчат.

## Систематика
Подрод: Cryptopidonia Kuboki, 1981
- - Вид: Pidonia amentata
  - Вид: Pidonia chujoi
  - Вид: Pidonia approximata
  - Вид: Pidonia dealbata
  - Вид: Pidonia fujisana
  - Вид: Pidonia hamadryas
  - Вид: Pidonia hayashii
  - Вид: Pidonia hylophila
  - Вид: Pidonia insuturata
  - Вид: Pidonia masakii
  - Вид: Pidonia lyra
  - Вид: Pidonia miwai
  - Вид: Pidonia oyamae
  - Вид: Pidonia simillima

Подрод: Mumon Hayashi, 1968
- - Вид: Pidonia aegrota
  - Вид: Pidonia debilis

Подрод: Omphalodera Solsky, 1873
- - Вид: Pidonia puziloi
  - Вид: Pidonia testacea

Подрод: Pidonia Mulsant, 1863
- - Вид: Pidonia alticollis
  - Вид: Pidonia amurensis
  - Вид: Pidonia bouvieri
  - Вид: Pidonia discoidalis
  - Вид: Pidonia gibbicollis
  - Вид: Pidonia grallatrix
  - Вид: Pidonia kyushuensis
  - Вид: Pidonia leucanthophila
  - Вид: Pidonia limbaticollis
  - Вид: Pidonia lurida
  - Вид: Pidonia maculithorax
  - Вид: Pidonia malthinoides
  - Вид: Pidonia matsushitai
  - Вид: Pidonia michinokuensis
  - Вид: Pidonia mutata
  - Вид: Pidonia neglecta
  - Вид: Pidonia obscurior
  - Вид: Pidonia pallida
  - Вид: Pidonia semiobscura
  - Вид: Pidonia signata
  - Вид: Pidonia signifera
  - Вид: Pidonia shikokensis
  - Вид: Pidonia shikokuana
  - Вид: Pidonia similis
  - Вид: Pidonia suvorovi
  - Вид: Pidonia suzukii
  - Вид: Pidonia sylvicola
  - Вид: Pidonia tsukamotoi
  - Вид: Pidonia yamato